# Norma (álbum)
Norma es el quinto álbum de estudio de la cantautora y compositora chilenomexicana Mon Laferte, publicado el 9 de noviembre de 2018. Este disco tiene muchas influencias con ritmos latinos y fue acreedor de un premio Grammy Latino como "Mejor Álbum de Música Alternativa". 

## Sobre el álbum
Norma es un álbum conceptual que relata las distintas etapas del amor, cada canción contará parte de una historia de la relación de pareja, todas ellas contarán con un vídeo musical, el nombre Norma viene del primer nombre la artista (Norma Monserrat Bustamante Laferte), que no le gustaba pero que utiliza para mostrar que en su vida el amor sigue una siempre la misma norma.
Norma fue grabado en una sola sesión en el estudio A de los Capitol Studios de Los Ángeles, California, Estados Unidos, el día 16 de junio de 2018, la grabación se realizó de una sola toma, sin utilizar la técnica de overdubbing de capas de audio, sino todos los instrumentos sonando en simultáneo para dar al material la sensación de registro en vivo, en esta grabación participaron 13 músicos. La producción de este álbum estuvo a cargo de Omar Rodríguez-López (At the Drive-In, The Mars Volta) y el ingeniero de grabación fue Bruce Botnick, el mismo que produjo el álbum L.A. Woman de The Doors.

## Lista de canciones
| Norma      |                                        |                                                   |          |  |
| N.º        | Título                                 | Escritor(es)                                      | Duración |  |
| 1.         | «Ronroneo»                             | Mon Laferte                                       | 3:07     |  |
| 2.         | «No te me quites de acá»               | Mon Laferte, El David Aguilar                     | 3:04     |  |
| 3.         | «Por qué me fui a enamorar de ti»      | Mon Laferte                                       | 4:20     |  |
| 4.         | «Quédate esta noche»                   | Mon Laferte                                       | 3:50     |  |
| 5.         | «Caderas blancas»                      | Mon Laferte                                       | 3:45     |  |
| 6.         | «El mambo»                             | Mon Laferte, Dámaso Pérez Prado, El David Aguilar | 3:47     |  |
| 7.         | «El beso»                              | Mon Laferte, Willie Colón                         | 2:58     |  |
| 8.         | «Cumbia para olvidar»                  | Mon Laferte                                       | 3:29     |  |
| 9.         | «Funeral»                              | Mon Laferte                                       | 4:28     |  |
| 10.        | «Si alguna vez» (con El David Aguilar) | Mon Laferte, El David Aguilar                     | 3:53     |  |
| 36 minutos |                                        |                                                   |          |  |

## Sencillos
El primer sencillo del álbum es El beso publicado el 7 de septiembre de 2018, canción que combina ritmos de salsa y mambo, el video musical dirigido por Sebastián Soto Chacón, en el participa el actor mexicano Diego Luna.
El segundo sencillo del álbum es Por qué me fui a enamorar de ti publicado el 5 de octubre de 2018, es una canción que está en ritmo de salsa y en cuyo video también fue dirigido por Sebastián Soto Chacón.
El tercer sencillo del álbum es El mambo publicado el 9 de noviembre de 2018, es una canción que está en ritmo de mambo con una fusion de trap, y en cuyo video también fue dirigido por Sebastián Soto Chacón.

## Personal
Voces
- Mon Laferte – voz principal.
- David Aguilar – voz de apoyo, voz principal (pista 10).
- Sebastián Aracena – voz de apoyo.

Músicos
- David Aguilar – guitarra.
- Sebastián Aracena – guitarra.
- Francesco Marcocci – bajo.
- Leo Genovese – órgano, piano.
- Daniel Rotem – flauta, saxofón.
- Enrique Sánchez – trompeta.
- Cameron Johnson – trompeta.
- Jonah Levine – trombón.
- Henry Solomon - saxofón, flauta.
- Willy Rodríguez – percusión, batería.
- Daniel Díaz – percusión.
- Etienne Rivera Cabello – percusión.

Producción
- Omar Rodríguez-López  – producción, arreglos de grabación, programación.
- Bruce Botnick – grabación.
- Jon Debaun – grabación.
- Rich Costey – mezcla.

Grabación
- Grabado en Capitol Studios, Los Ángeles, California.

## Posiciones en listas
| Listas                                       | Mejor Posición |
| -------------------------------------------- | -------------- |
| Estados Unidos (Billboard Latin Pop Albums)  | 9              |
| Estados Unidos (Billboard Top Latin Albums)  | 24             |
| Estados Unidos (Billboard Latin Album Sales) | 1              |
| México (AMPROFON)                            | 2              |
| Argentina (CAPIF)                            | 11             |
| España (PROMUSICAE)                          | 67             |

### Anuales
| Lista (2019)      | Mejor posición |
| ----------------- | -------------- |
| México (AMPROFON) | 22             |

## Certificaciones
| País (organismo certificador) | Certificación    | Unidades certificadas |
| ----------------------------- | ---------------- | --------------------- |
| Chile (IFPI)                  | 2x Platino       | 20 000                |
| México (AMPROFON)             | 2x platino + Oro | 150 000               |